# Yuchi, Hunan
Yuchi (kinesiska: 玉池, 玉池乡) är en socken i Kina. Den ligger i provinsen Hunan, i den södra delen av landet, omkring 44 kilometer norr om provinshuvudstaden Changsha. Antalet invånare är 5950. Befolkningen består av 2 769 kvinnor och 3 181 män. Barn under 15 år utgör 11,0 %, vuxna 15-64 år 73 %, och äldre över 65 år 15,0 %.
Genomsnittlig årsnederbörd är 1 879 millimeter. Den regnigaste månaden är maj, med i genomsnitt 312 mm nederbörd, och den torraste är oktober, med 57 mm nederbörd.